# Loose Mini DVD
Loose Mini DVD es el primer DVD de la cantautora luso-canadiense Nelly Furtado. El DVD fue lanzado por Universal Music Group el 22 de agosto de 2007 y sólo fue lanzado en Alemania. El DVD presenta cinco de los videos musicales de sy tercer álbum de estudio Loose como sus éxitos "Promiscuous", "Maneater", "All Good Things (Come to an End)" y "Say It Right" así como un video de su segundo álbum Folklore, combinado con imágenes detrás de escenas de la filmación de su video "Say It Right" que fue dirigido por el dúo británico Rankin & Chris e incluye la premier del video del séptimo sencillo del álbum Loose "In God's Hands" que fue dirigido por Jesse Dylan.

## Información
La portada fue diseñada por Gravillis Inc. Es la misma que la portada del álbum Loose, sólo que con un fondo amarillo y se ve una parte más baja de su cuerpo.

## Contenido
| #  | Título                              | Director                   | Duración |
| -- | ----------------------------------- | -------------------------- | -------- |
| 1. | "In God's Hands"                    | Jesse Dylan                | 4:12     |
| 2. | "Maneater"                          | Anthony Mandler            | 5:13     |
| 3. | "Promiscuous" (featuring Timbaland) | Little X                   | 4:01     |
| 4. | "All Good Things (Come to an End)"  | Israel Lugo & Gabriel Coss | 3:46     |
| 5. | "Say It Right"                      | Rankin & Chris             | 4:02     |
| 6. | "Try"                               | Sophie Muller              | 4:38     |